# Sjöofficerssällskapet i Karlskrona
Sjöofficerssällskapet i Karlskrona, förkortat SOSK, är en ideell förening för officerare i svenska marinen. 

## Historik
Sjöofficerssällskapet i Karlskrona bildades den 13 december 1830 på förslag från kapten Carl Reinhold Nordenskiöld. Sedan 1815 fanns ett "läsesällskap för flottans officerare i allmänhet och särdeles de yngre”, vilket genom Nordenskiölds initiativ ombildades till sjöofficerssällskapet.
De första stadgarna antogs vid Sällskapets första sammanträde 10 januari 1831 och kommendörkapten Johan Fischerström utsågs till ordförande. 21 februari 1834 upplät Kungliga Örlogsmannasällskapet sina lokaler till Sjöofficerssällskapet, ett samarbete som fortfarande fungerar.

## Verksamhet
Sällskapet bedriver mäss- och restaurationsverksamhet i lokaler vid Amiralitetstorget i Karlskrona. Mässen hålls öppen under lunch och middag för medlemmar samt officerare som tjänstgör inom marinen.
Föreningens främsta syfte är att befrämja umgänget mellan medlemmarna samt företrädare för Försvarsmakten och samhällslivet i övrigt som står marinen nära. Inom ramen för verksamheten hålls föredrag om aktuella frågor, främst rörande försvaret. Sällskapet representerar även vid utländska örlogsbesök i Karlskrona med omnejd. 
Sjöofficerssällskapet disponerar fritidshus och en segelbåt som kan nyttjas av medlemmarna för självkostnadspris.